# Idiocera recens
Idiocera recens är en tvåvingeart som först beskrevs av Alexander 1950.  Idiocera recens ingår i släktet Idiocera och familjen småharkrankar. Inga underarter finns listade i Catalogue of Life.